# Bret hurrikán (2005)
A Bret egy rövid életű trópusi vihar volt a 2005-ös hurrikánszezonban, amely a mexikói Veracruz államnál ért partot. Ez volt a második nevet kapott vihar ebben a szezonban. Egy trópusi hullám mentén keletkezett a Campeche-öbölben, és gyorsan erősödött. Nyugat-északnyugat felé indult, 24 órával kialakulása után partot ért, majd röviddel ezután szétoszlott. Ez volt az első vihar a hatból (3 hurrikán, 2 ebből erős; 3 trópusi vihar), amely ebben a szezonban elérte Mexikó partjait. A vihar jelentős esőzést okozott útvonala mentén, ennek legmagasabb értéke 266 mm volt, amely jelentős áradásokat okozott, amelyben egy ember életét vesztette. 7500 embert érintett és a károk elérték 100 millió pesót.